# Petra Lundh
Lena Petra Lundh, född Svensson 21 oktober 1963 i Nosaby församling i Kristianstads län, är en svensk jurist. Hon är Sveriges rikspolischef sedan den 1 december 2023. Innan dess var hon bland annat lagman i Södertörns tingsrätt 2012–2018, riksåklagare 2018–2023 och hovrättspresident i Svea hovrätt under 2023.

## Karriär
Petra Lundh avlade juristexamen vid Stockholms universitet 1987. Samma år började hon tjänstgöra som tingsnotarie vid Stockholms tingsrätt och blev tingsmeriterad 1989. Hon fortsatte sedan på domarbanan, först som fiskal och sedan assessor vid Svea hovrätt åren 1989–1995. Hon var även civilrättsexpert i Riksskatteverkets rättsenhet åren 1990–1991. År 1996 arbetade hon som utredningssekreterare i utredning om HSB och den så kallade spionhärvan på TV4. Utredningen leddes av Bengt Westerberg. Hon var också sekreterare i Granskningskommissionen åren 1996–1999. Lundh började sedan arbeta som rättssakkunnig i Justitiedepartementet i drygt ett år.
År 2001 blev Lundh hovrättsråd i Svea hovrätt, där hon stannade till 2006. Åren 2006–2007 var hon vice ordförande i Svea hovrätt. Lundh gick sedan vidare till en tjänst som chefsrådman vid Stockholms tingsrätt åren 2007–2012. Hon tjänstgjorde därefter som lagman i Södertörns tingsrätt åren 2012–2018. Den 1 september 2018 tillträdde Lundh som Sveriges riksåklagare och chef för Åklagarmyndigheten.
Petra Lundh tillträdde den 1 september 2023 som hovrättspresident i Svea hovrätt. Hennes tid som hovrättspresident blev dock kortvarig. Vid en pressträff med justitieminister Gunnar Strömmer den 17 november 2023 med presenterades Lundh som ny rikspolischef och hon tillträdde tjänsten den 1 december 2023.
Lundh har även varit sekreterare i flera olika statliga utredningar.